# Kramer (Indiana)
Kramer est une localité non incorporée située dans le Liberty Township, comté de Warren, dans l'Indiana, aux États-Unis. Elle se trouve à environ 5,6 km au nord du siège du comté de Warren, Williamsport, et est entourée par des collines boisées et des ravins qui conduisent au Big Pine Creek à moins d'un kilomètre à l'ouest. Kramer comptait 30 habitants en 2006.